# Mratišić
Mratišić es un pueblo ubicado en el municipio de Mionica, distrito de Kolubara, Serbia.

## Superficie
Cuenta con una superficie de 9,932 kilómetros cuadrados.

## Demografía
Hasta 2022 la población era de 210 habitantes, con una densidad de población de 21,14 habitantes por kilómetro cuadrado.
| 508                                                             | 520 | 469 | 463 | 447 | 381 | 345 | 306 | 210 |
| (Fuente: Population statistics of Eastern Europe & former USSR) |     |     |     |     |     |     |     |     |